# 普蘭卡
《普蘭卡》（羅馬化：Phu Langka）是一部由The ONE Enterprise發行，佩特·博拉寧與妮查·琵雅瓦塔納農領銜主演的冒險動作連續劇。此劇於2024年2月28日起每週一至週五晚間七时在泰國One 31台首播。

## 劇情簡介
「普蘭卡」的傳奇故事，故事地點發生在已有一百多年歷史的秘密土地。來自人類世界的年輕人Nopphana（佩特·博拉寧 飾）與Bang Bod城的公主Khemapsorn（妮查·琵雅瓦塔納農 飾），其使命是尋找消失的諾帕拉宝石（Maneenopparats），又稱作「Muang Bang Bot」寶石。
在這片神秘的土地上，Nopphana和Khemapsorn需要克服哪些障礙？他們能否成功收集到諾帕拉宝石？。

## 演員陣容
註：括號內的演員姓名為小名。

### 主要演員
- 佩特·博拉寧（Petch） 飾演 Nopphana
- 妮查·琵雅瓦塔納農（Phingphing） 飾演 Khemapsorn，Bang Bod城的公主

### 其他演員
- 潔西卡·松邦·埃斯皮納（英语：Jessica Sompong Espiner）（Jess） 飾演 Princess Netdao
- 珂拉柯特·肯坎（Koii） 飾演 Pat
- 沙馬普·阿薩梅坦坤（Tawan） 飾演 Sikham
- 萍拉帕·詹素拉（Pim） 飾演 Mintra
- 奧娜儂·潘亞旺（英语：Orn-anong Panyawong）（Orn） 飾演 Janguli
- 納瓦蓬·普瓦頓（Au） 飾演 Thao Kham Pha
- 納塔琳妮·甘納蘇塔（Mink） 飾演 Chao Nang Narin
- 塔瓦杉·蓬西里瓦（Chane） 飾演 Thao Kham Jan
- 塔納薩·塔農西（Kan） 飾演 Mek

## 劇集迴響

### 泰國電視收視
- 收視最低的集數以藍色表示，收視最高的集數以紅色表示，而空格則表示該集的收視沒有相關數據。

| 集數 No.   | 播放日期      | 播放時段 (UTC+07:00) | 平均收視率 | 來源   |
| ---------- | ------------- | -------------------- | ---------- | ------ |
| 1          | 2024年2月28日 | 星期三 19:00         | 3.6        | [ 3 ]  |
| 2          | 2024年2月29日 | 星期四 19:00         | 4.0        | [ 4 ]  |
| 3          | 2024年3月1日  | 星期五 19:00         | 4.0        | [ 5 ]  |
| 4          | 2024年3月4日  | 星期一 19:00         | 4.4        | [ 6 ]  |
| 5          | 2024年3月5日  | 星期二 19:00         | 4.1        | [ 7 ]  |
| 6          | 2024年3月6日  | 星期三 19:00         | 4.386      | [ 8 ]  |
| 7          | 2024年3月7日  | 星期四 19:00         | 4.0        | [ 9 ]  |
| 8          | 2024年3月8日  | 星期五 19:00         | 3.871      | [ 10 ] |
| 9          | 2024年3月11日 | 星期一 19:00         | 4.434      | [ 11 ] |
| 10         | 2024年3月12日 | 星期二 19:00         | 4.680      | [ 12 ] |
| 11         | 2024年3月13日 | 星期三 19:00         | 4.182      | [ 13 ] |
| 12         | 2024年3月14日 | 星期四 19:00         | 4.446      | [ 14 ] |
| 13         | 2024年3月15日 | 星期五 19:00         | 4.394      | [ 15 ] |
| 14         | 2024年3月18日 | 星期一 19:00         | 4.362      | [ 16 ] |
| 15         | 2024年3月19日 | 星期二 19:00         | 4.131      | [ 17 ] |
| 16         | 2024年3月20日 | 星期三 19:00         | 4.226      | [ 18 ] |
| 17         | 2024年3月21日 | 星期四 19:00         | 3.896      | [ 19 ] |
| 18         | 2024年3月22日 | 星期五 19:00         | 4.457      | [ 20 ] |
| 19         | 2024年3月25日 | 星期一 19:00         | 4.245      | [ 21 ] |
| 20         | 2024年3月26日 | 星期二 19:00         | 3.673      | [ 22 ] |
| 21         | 2024年3月27日 | 星期三 19:00         | 4.454      | [ 23 ] |
| 22         | 2024年3月28日 | 星期四 19:00         | 4.452      | [ 24 ] |
| 23         | 2024年3月29日 | 星期五 19:00         | 3.862      | [ 25 ] |
| 24         | 2024年4月1日  | 星期一 19:00         | 3.974      | [ 26 ] |
| 25         | 2024年4月2日  | 星期二 19:00         | 4.070      | [ 27 ] |
| 26         | 2024年4月3日  | 星期三 19:00         | 4.037      | [ 28 ] |
| 27         | 2024年4月4日  | 星期四 19:00         | 4.145      | [ 29 ] |
| 28         | 2024年4月5日  | 星期五 19:00         | 4.083      | [ 30 ] |
| 平均收視率 | 平均收視率    |                      | 1          |        |

^1  基於每集的平均觀眾份額。

## 外部連結
- 豆瓣电影上《普蘭卡》的資料 （简体中文）
- MyDramaList上的《普蘭卡 （页面存档备份，存于）》（英文）